# 1878-as németországi választások
A IV. németországi szövetségi választást 1878-ban bonyolították le.

## Végeredmény
| Párt                                                     | Mandátum | Változás* |
| -------------------------------------------------------- | -------- | --------- |
| Nemzeti Liberális Párt (NL)                              | 99       | −29       |
| Német Centrumpárt (Z)                                    | 94       | +1        |
| Német Konzervatív Párt (DKP)                             | 59       | +19       |
| Német Birodalompárt (DRP)                                | 57       | +19       |
| Német Haladás Párt (DFP)                                 | 26       | −9        |
| Német-hannoveri Párt (DHP) (Hannoveri regionalisták)     | 14       | +5        |
| Lengyelek (P) (Lengyel regionalisták)                    | 14       | nincs     |
| Elzásziak (A) (Francia és elzászi regionalisták)         | 11       | +1        |
| Liberálisok                                              | 10       | -3        |
| Német Szocialista Munkáspárt (SAP) (korábban ADAV/ASDAP) | 9        | -3        |
| Német Néppárt (DVP)                                      | 3        | -1        |
| Dánok (D) (Dán regionalisták)                            | 1        | nincs     |
| Összesen                                                 | 397      | nincs     |

*Az előző, 1877-es választásokhoz képest